# Манетки

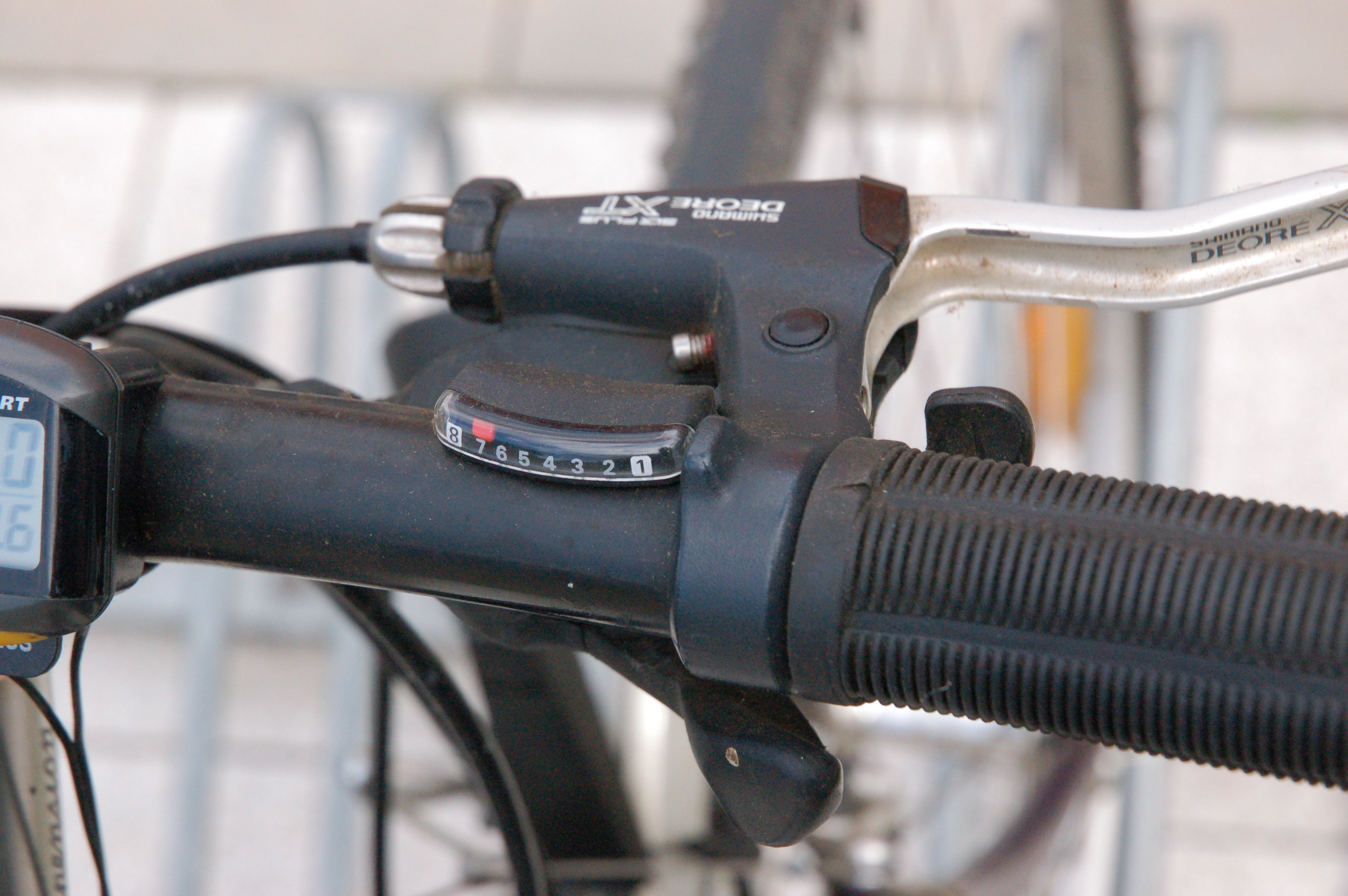
Триггерные комбо-манетки Shimano XT с индикатором передач

Мане́тки, или шифтеры (англ. Shifters) — в современных велосипедах специальные устройства, крепящиеся к рулю (раньше крепились на раму) и позволяющие переключать передачи. Смена передач осуществляется, как правило, путём передачи усилия с манеток через тросиковый привод на переключатели, изменяющие положение цепи на звёздах с целью изменения передаточного отношения. В случае если велосипед оборудован двумя переключателями передач (передним и задним), на руль устанавливается две манетки, причём, как правило, манетка, устанавливаемая под левую руку, «отвечает» за передний переключатель, а устанавливаемая под правую руку — за задний. Также манетки могут приводить в действие механизм переключения передач, интегрируемый в заднюю втулку велосипеда.
Также существует система A-GE фирмы Acros, в которой одна манетка управляет и передним и задним переключателями с помощью гидравлического привода.

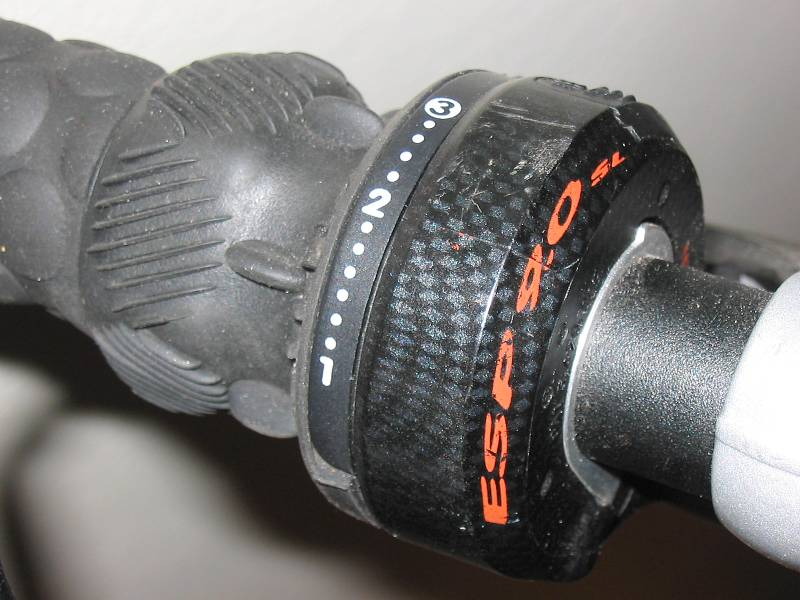
Грипшифт-манетки SRAM

Первоначально манетки носили фрикционный характер, и тросик, натянутый в нужной степени, обеспечивающей переброс цепи на нужную звезду, приходилось фиксировать гайкой или иным способом. Серьёзный прогресс в этой области был достигнут с изобретением индексного метода переключения передач, когда в манетку стали встраивать храповой механизм.

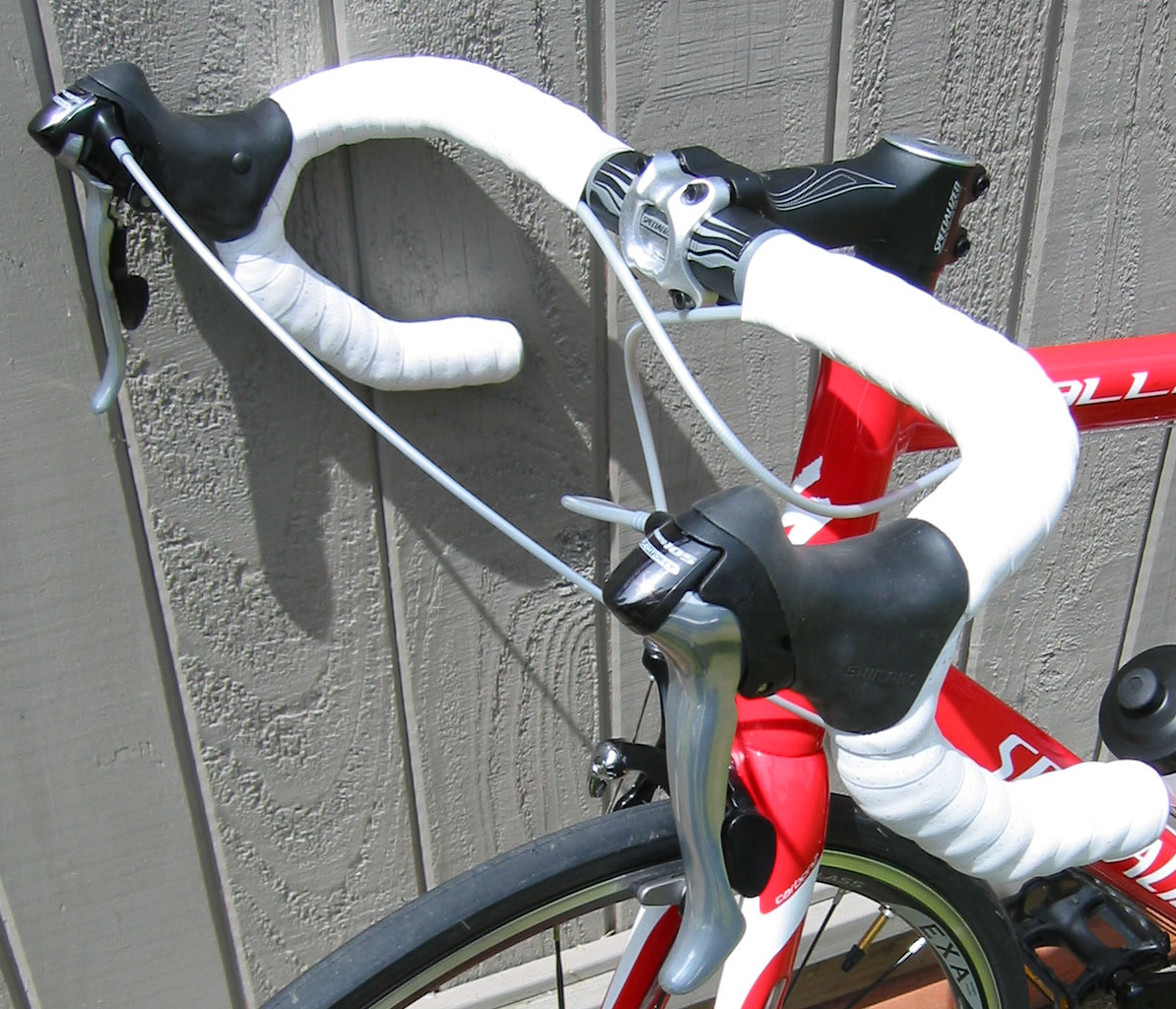
Dual-Control манетки Shimano 105-5500

По конструкции можно выделить три основных типа манеток: триггерные (где переключение осуществляется путём нажатия на рычажки), «грипшифт» (англ. GripShift), где переключение осуществляется путём поворота рукоятки вокруг руля, и т. н. «дуал-контрол» (англ. Dual-Control) — здесь велосипедист переключает передачи путём поворота тормозных ручек в плоскости, перпендикулярной плоскости их (ручек) хода для совершения торможения.
От манеток «дуал-контрол» следует отличать устройства «комбо», или моноблоки, представляющие собой триггерные манетки, конструктивно объединённые с тормозной рукояткой. Торможение и переключение передач в них управляются разными рычагами. Если выходит из строя тормозная рукоятка или манетка, устройство «комбо» приходится заменять целиком.
Также манетки разделяются в зависимости от количества передач, переключение между которыми они обеспечивают.
Манетки являются неотъемлемым компонентом велосипедов, имеющих более одной передачи, в частности, горных, шоссейных (где они, как правило, объединены с тормозными ручками и зачастую называются «пистолетами», являясь исторически первым примером манеток типа «дуал-контрол»), циклокроссовых, прогулочных и др.
Передачи используются в велосипедах с 1880х годов.
Важнейшие компании-производители манеток — Shimano, Campagnolo и SRAM.